# 다카기 유야 (축구 선수)
다카기 유야(일본어: 高木 友也, 1998년 5월 23일~)는 일본의 축구 선수이다.

## 구단 경력
그는 2020년 J1리그의 요코하마 FC에 입단했다. 2021년후 J2리그에 강등했다. 2022년까지 40경기에 출전하여, 1득점을 넣었다. 2022년 8월 더스파구사쓰 군마로 이적했다. 2023년부터 2024년까지 파지아노 오카야마에서 뛰었다. 2024년 J2리그 5위를 기록하여 J1리그로 승격했다. 2025년 J2리그의 도쿠시마 보르티스로 이적했다.